# Borghetto di Borbera
Borghetto di Borbera es un municipio italiano situado en la provincia de Alessandria, en Piamonte. Tiene una población estimada, a fines de agosto de 2024, de 1911 habitantes.

## Evolución demográfica
| Gráfica de evolución demográfica de Borghetto di Borbera entre 1861 y 2024 |
|                                                                            |
| Fuente: ISTAT - Elaboración gráfica de Wikipedia                           |